# Tibidabo (parco di divertimento)
Il Tibidabo è un parco di divertimento che sorge sull'omonima collina nella città di Barcellona ed è il luna park più antico di Spagna ed il terzo in Europa.

## Storia
Il parco nacque nel 1899 come area di divertimento privata ad opera dell'imprenditore farmaceutico Salvador Andreu. Nel 1901 fu aperto al pubblico e raggiunto dalla rete tranviaria e da una funicolare. Tra le attrazioni più famose vi è l'Avió (in italiano l'Aereo), perfetta riproduzione del velivolo che per primo collegò Madrid a Barcellona. La sua fama è tale, che l'aereo rosso è divenuto il simbolo stesso, anche grafico, del parco.
Il parco è diviso su sei livelli e propone più di 20 attrazioni. Fra le più famose, oltre a l'Avió ci sono la Talaia (una torre da cui si precipita), le montagne russe e una ruota panoramica. A seguito della forte crisi economica del 2000, il comune di Barcellona è diventato proprietario del parco.